# Fatoumata Diabaté
Fatoumata Diabaté (* 19. September 1980 in Bamako, Mali) ist eine malische Fotografin.

## Leben und Wirken
Fatoumata Diabaté besuchte von 2002 bis 2004 die Fotografieschule von Bamako (CFP). Sie schloss ihre Ausbildung in der Schweiz am École de photographie in Vevey ab und kehrte zum CFP in Bamako zurück, wo sie von 2007 bis 2009 als technische Assistentin arbeitete. Von 2014 bis 2015 studierte sie an der École nationale supérieure d’art de Nancy.
Durch ihre Studien und die Teilnahme an zahlreichen Workshops in Mali und im Ausland erwarb sie umfassende Kompetenz in der Schwarz-Weiß-Silbergelatine-Fotografie. Als kreative Inspiration nennt Diabaté den malischen Fotografen Seydou Keïta, der während ihrer Jugendzeit in der Nachbarschaft wohnte. Fatoumata Diabaté begründete 2013 das Projekt „Le Studio Photo de la Rue“ (Fotostudio auf der Straße). Seither fordert sie in vielen Ländern Passanten auf, für die Kamera zu posieren und zu performen. Fatoumata Diabaté arbeitete unter anderem für World Press Photo, Oxfam und die Bill & Melinda Gates Foundation.
Seit 2017 ist sie Präsidentin der Vereinigung der Fotografinnen in Mali.
Fatoumata Diabaté lebt in Montpellier und Bamako.

## Ausstellungen (Auswahl)
- 2005, 2009, 2011 Fotobiennale Bamako (Rencontres de Bamako – Biennale africaine de la photographie)
- 2012 Carleton College Perlman Teaching Museum, Northfield, Minnesota[5]
- 2013 Bamako Photo in Paris, Pavillon Carré de Baudoin, Paris.
- 2013 Natten äre vär ( A nous la nuit ), Marabouparken, Stockholm[6]
- 2014 Bamako – Dakar, Stadthaus Ulm, Ulm
- 2018 New African Photography III, Red Hook Labs, Brooklyn[7]
- 2022 Festival La Gacilly-Baden Photo[1]
- 2022 13. Fotobiennale Bamako[4]

## Auszeichnungen
- 2005 Prix „Afrique en création“ der Association française d'action artistique für Touaregs, en gestes et en mouvements[2][3]
- 2011 Prix de la Fondation Blachère für L’Homme en Animal[2]